# Conognatha coeruleipennis
Conognatha coeruleipennis es una especie de escarabajo del género Conognatha, familia Buprestidae. Fue descrita científicamente por Obenberger en 1922.